# Corporations de métiers artistiques (France)
Pour les articles homonymes, voir Corporation de métiers artistiques.
Les corporations de métiers artistiques sont des organisations corporatives strictement réglementées de peintres, de sculpteurs et d'imprimeurs actives depuis le XIVe siècle.
En France, les métiers d'art sont déterminés par la loi et recensé dans un arrêté. Ils mobilisent des savoir-faire traditionnels de haute technicité, souvent d'exception, et leur finalité est la restauration ou la création du patrimoine.
Un métier d'art est défini selon trois critères : il produit des objets uniques ou des petites séries qui présentent un caractère artistique, il met en œuvre des complexes de savoir-faire pour transformer la matière et le professionnel maîtrise ce métier dans sa globalité.

## La Guilde parisienne
À Paris, la confrérie gérant les métiers artistiques se nomme Communauté des maîtres peintres et sculpteurs de Paris. Elle entretient dès 1391 une Académie de Saint-Luc.

### Membres de la Guilde de Paris
- Jean Bassange
- Chaise, père de Charles-Édouard Chaise.
- Jean-Baptiste Lallemand
- Nicolas-Jean-Baptiste Raguenet
- Guillaume Voiriot